# 阿什莉·扬
阿什莉·扬（英语：Ashleigh Young，1983年－），新西兰诗人、散文家、编辑及创意写作教师。她凭借第二部作品——个人随笔集《你能忍受这个吗？》（Can You Tolerate This?）获2017年温德姆-坎贝尔文学奖。该书还获得了新西兰皇家学会非虚构写作大奖。现居新西兰首都惠灵顿。

## 生平
扬于1983年出生于新西兰北岛的小镇蒂库伊蒂，小时候在故乡与惠灵顿两地生活。自幼喜爱写作的她，曾写作并手绘系列小册子、创办个人杂志、在卧室收藏大量书籍，还曾与兄弟们借来摄像机拍摄家庭电影。
她曾在伦敦旅居数年，并担任惠灵顿凯瑟琳·曼斯菲尔德故居及花园（Katherine Mansfield House and Garden）馆长一年。这座历史建筑让她着迷，她后来回忆道：“置身其中，恍若穿越时空成为另一个世纪的孩童。”
扬最喜欢的新西兰文学家包括小说家皮普·亚当（Pip Adam）、诗人赫拉·林赛·伯德（Hera Lindsay Bird）、詹姆斯·布朗（James Brown）、珍妮·伯恩霍尔特（Jenny Bornholdt）、杰夫·科克伦（Geoff Cochrane）与比尔·曼希尔（Bill Manhire）等。她也关注新生代作家，如山姆·达克-琼斯（Sam Duckor-Jones）、塔伊·蒂布尔（Tayi Tibble）等人。

## 写作生涯
2009年，扬获惠灵顿维多利亚大学国际现代文学学院创意写作硕士学位。
其硕士作品集（含《你能忍受这个吗？》初稿）摘得2009年亚当基金会创意写作奖，同年斩获《着陆》散文竞赛冠军。2015年入围萨拉·布鲁姆诗歌奖决选名单，2016年获萨里酒店史蒂夫·布劳尼亚斯纪念作家驻留奖（与《续集》杂志联合颁发）。
她曾参加凯特·德·戈尔迪与哈里·里基茨的写作工坊 ，并为《教育媒体》撰写章节读物，这段经历培养了她的编辑能力。其诗作与散文见于《对你说：新西兰非虚构佳作选》、英国《五晷区》杂志、澳大利亚《格里菲斯评论》等刊物。
《你能忍受这个吗？》被评价为"自嘲、坦白、朴素、幽默"。该书为扬赢得耶鲁大学颁发的2017年温德姆-坎贝尔文学奖（评委会赞誉其"以真诚洞见展现新西兰小镇成长记趣"），使她成为首位获此荣誉的新西兰作家。
2018年怀唐伊日，新西兰作家协会授予扬"荣誉文学会士"称号。